# Paltaniemi
Paltaniemi är en tätort (finska: taajama) i Kajana stad (kommun) i landskapet Kajanaland i Finland. Vid tätortsavgränsningen den 31 december 2021 hade Paltaniemi 296 invånare och omfattade en landareal av 2,55 kvadratkilometer.